# Diospyros armata
Diospyros armata là một loài thực vật có hoa trong họ Thị. Loài này được Hemsl. mô tả khoa học đầu tiên năm 1889.